# Daşoguz
Daşoguz (turcman: Daşoguz, rus: Дашогуз), anteriorment coneguda com a Tashauz, és una ciutat del nord del Turkmenistan i és la capital de la província de Daşoguz. Segons el cens del 2010 tenia 245.872 habitants.
Antigament fou un punt d'aturada en la ruta de la Seda, perquè hi havia una deu d'aigua, però no va ser fins a l'inici del segle xix que els russos van fundar-hi un fort militar, anomenat Tashauz. El nom de la ciutat va passar a ser Dashkhovuz el 1992, just després de la independència, i finalment Daşoguz per ordre del president Niàzov el 1999. La ciutat moderna és una ciutat d'estructura soviètica amb molts monuments i que fa les funcions de centre administratiu i cultural, i a més és un nus ferroviari. Està connectada amb Aşgabat per via aèria amb Turkmenistan Airlines.
Daşoguz és el principal punt d'accés per als turistes que visiten el Köneürgenç, que és Patrimoni de la Humanitat de la UNESCO.